# Victor Jorgensen

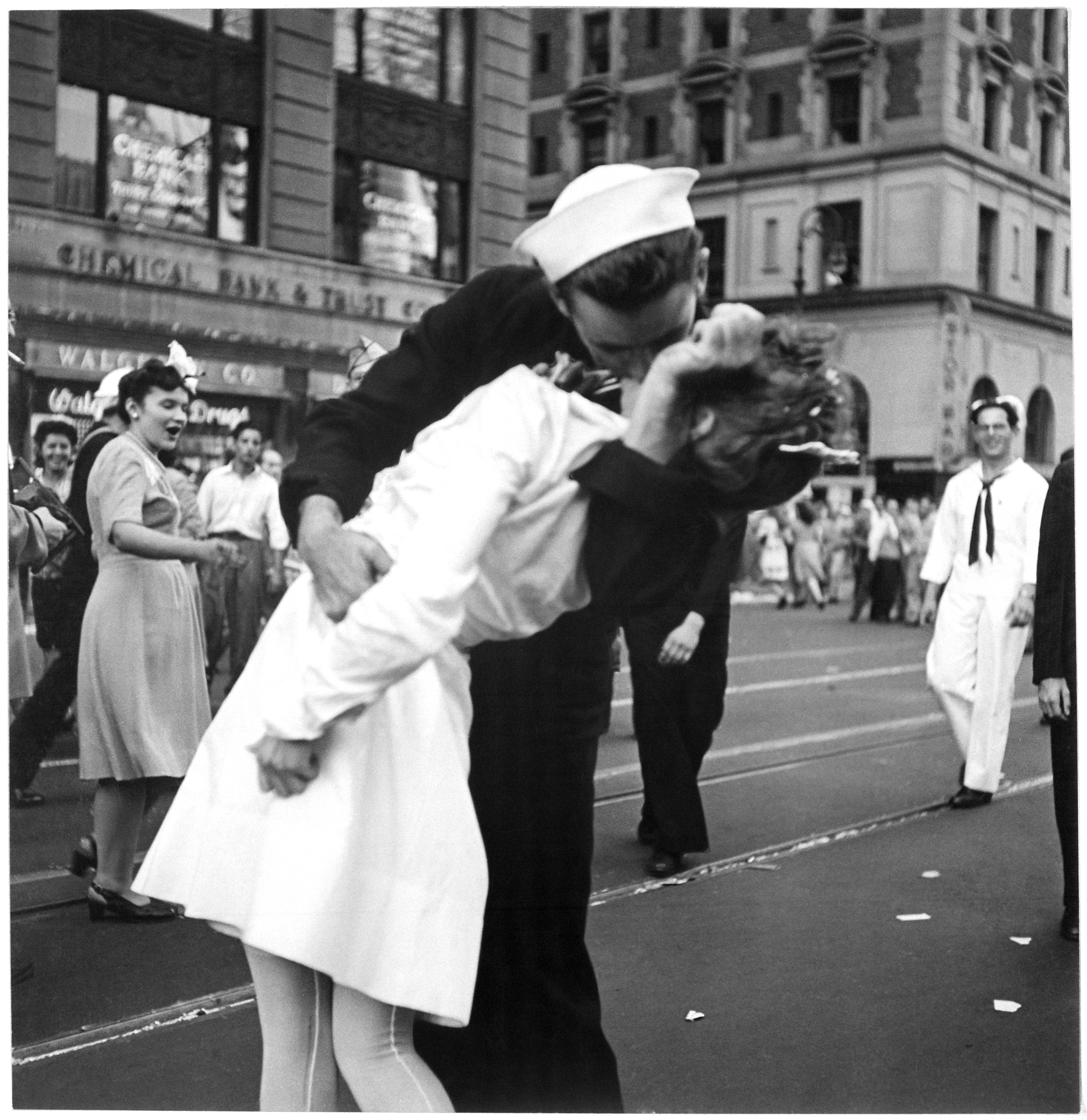
Fotografia "V-J Day in Times Square", feita por Jorgensen.

Victor Jorgensen é um fotojornalista dos Estados Unidos. Ficou famoso por sua versão da fotografia "V-J Day in Times Square" em 1945.
Jorgensen foi um dos seis fotógrafos inicialmente recrutados pelo comandante Edward Steichen para a Naval Aviation Photographic Unit em 1942.